# Abast efectiu
L'abast efectiu d'un instrument de mesura ve determinat pels límits, tant inferior com superior segons el cas, a partir dels quals les mesures resultants són subjectes a un error superior al tolerat.
El terme és força emprat en referència a l'abast de les armes de foc tot referint-se a la distància fins a la qual l'arma mostra una efectivitat acceptable. En economia (màrqueting) el terme sol fer referència al percentatge de l'audiència-objectiu (targeted-audience) que és exposada a un anunci en concret durant un temps determinat, per a efectuar la compra d'un producte o servei.

## Màrqueting
Turk (1988) atribueix el concepte d'abast efectiu, o "freqüència eficaç", a la noció d'Alvin Achenbaum (1977) sobre la "exposició efectiva". Sissors i Bumba(1993) daten de més antic el concepte tot atribuint-lo a Brown, Lessler i Weilbacher (1957), que suggereixen que hi ha "un nombre teòric de les impressions necessàries per a convertir a cada individu en un comprador".
El 1979, el llibre la "freqüència eficaç" de Naples es va convertir en un estàndard de treball en la teoria dels mitjans de comunicació. Des de llavors, els conceptes s'han convertit en doctrina de la publicitat de la indústria. Així Kreshel, Lancaster i Toomey (1985) feren una enquesta a agències de publicitat, els resultats d'aquesta indicaven que un 86,2 per cent utilitza l'"abast efectiu" com a criteri important en la planificació de mitjans.
En l'àmbit acadèmic aquesta doctrina també ha tingut repercussió: Per exemple, Leckenby i Kim (1992) van establir les bases per a la discussió dels models de distribució de freqüències, tot observant la importància de la freqüència efectiva. Murray i Jenkins (1992) refereixen a la idea complementària d'abast efectiu, o, com ells anomenen, el nombre de membres del mercat de destí que han rebut l'exposició a la publicitat suficient per tenir l'efecte desitjat. Arran de la seva teoria de tres exposicions, Krugman (1972, 1975) defineix l'eficàcia en "un mínim de tres exposicions confirmades a un membre individual del grup objectiu durant un període fixat de comú en els temps" (Murray i Jenkins, 1992).

## Armes de foc
En el camp de les armes de foc, es parla d'Abast Efectiu, Abast màxim efectiu o Rang màxim efectiu per a fer referència a la distància màxima en la qual un soldat entrenat pot impactar en un objectiu.
La mesura d'aquest rang és controvertida, ja que les formes de mesurar varien segons regions.
Exemples d'abast
| M-60         | 1100 metres (3609.1 peus)        |
| FN FAL       | 500 metres                       |
| Barrett M107 | 1.500 metres (aprox. 5.000 peus) |
| AK-47        | 400 metres                       |
| M-16         | 550 metres                       |
| Dragunov     | +800 metres                      |
| M24 SWS      | +800 metres                      |